# El Tío
El Tío è una città dell'Argentina nella provincia di Córdoba.